# Министерство по вопросам водных ресурсов ЮАР
Министерство по вопросам водных ресурсов ЮАР является одним из министерств правительства Южной Африки. В мае 2009 года, после избрания Джейкоба Зумы, Министерство по вопросам водных ресурсов и лесного хозяйства было разделено и его ответственность за лесное хозяйство было передано в Министерство сельского хозяйства, лесоводства и рыболовства. Министерство по вопросам водных ресурсов подпадает под ответственность министра водных ресурсов и по экологическим вопросам.